# Rubus praecipuus
Rubus praecipuus är en rosväxtart som beskrevs av Liberty Hyde Bailey. Rubus praecipuus ingår i släktet rubusar, och familjen rosväxter. Inga underarter finns listade i Catalogue of Life.